# Изобретательское право
Изобрета́тельское пра́во — совокупность норм, регламентирующих отношения, связанные с созданием и применением изобретений и других результатов творчества, используемых в производстве.
Изобретательским правом в Советской России и СССР называлось по сути патентное право, где в отличие от других стран изобретения охранялись в основном не патентами, а авторскими свидетельствами. Последние не предоставляли их обладателям исключительного права на использование созданных разработок, а лишь гарантировали им личные права и право на получение вознаграждения от предприятия, которое первым использовало изобретение. Поэтому, совокупность правовых норм, регулирующих отношения, возникавшие в этой области, именовалась не патентным, а изобретательским правом. Такая система была введена Декретом СНК РСФСР от 30 июля 1919 г., который утвердил «Положение об изобретениях». В пункте 10 этого декрета отменялись «все законы и положения о привилегиях на изобретения, изданные до опубликования декрета».
Во времена НЭПа система охраны изменилась — 12 сентября 1924 г. ЦИК СССР принял «Положение о патентах на изобретения» (так называемый Патентный закон 1924 года). По этому закону патент вновь становился единственной формой охраны изобретательских прав. Также с Законом о патентах было принято постановление ЦИК и СНК СССР «О промышленных образцах (рисунках и моделях)» от 12 октября 1924 г.
Со свертыванием НЭПа оба закона были отменены. Закон о патентах на изобретения уже в 1931 г. был заменен Положением об изобретениях и технических усовершенствованиях. Закон о промышленных образцах 1924 г. был отменен в 1936 г. Какого-либо заменяющего его акта принято не было.
В последующие годы законодательство об изобретениях существенно пересматривалось ещё трижды — в 1941, в 1959 и в 1973 годах, когда принимались новые базовые акты по изобретательству и дополняющие их акты. В целом все они имели единую принципиальную основу, предусматривая две возможные формы охраны прав изобретателей (авторское свидетельство и патент), проверочную систему экспертизы заявок, разрешительный порядок патентования изобретений за границей, возможность принудительного выкупа патента государством и т. д. 31.05.1991 года принят новый Закон «Об изобретениях в СССР».
С распадом СССР принят «Патентный закон Российской Федерации» от 23.09.1992 № 3517-1 который просуществовал до 01.01.2008 года и был заменён на Федеральный закон от 18.12.2006 № 231-ФЗ.